# Aplocera uniformata
Aplocera uniformata är en fjärilsart som beskrevs av Urbahn 1971. Aplocera uniformata ingår i släktet Aplocera och familjen mätare. Inga underarter finns listade i Catalogue of Life.